# 日名町
日名町（ひなちょう）は、愛知県岡崎市にあった町名。

## 地理
岡崎市の西部に位置していた。現在は名鉄バスの停留所に「日名町」の名が残る。

### 河川
- 矢作川

## 歴史
額田郡日名村を前身とする。当初は碧海郡に属していたが、矢作川の流路変更により額田郡に移ったともいわれている。

### 町名の由来
日永または日長を略したものとされる。『延喜式』神名帳碧海郡6座の中に日永神社があり、それに由来するとみられる。

### 沿革
- 1889年（明治22年）10月1日 - 町村制施行・合併に伴い、額田郡広幡村大字日名となる[4]。
- 1895年（明治28年）5月13日 - 町制施行に伴い、広幡町大字日名となる[4]。
- 1914年（大正3年）10月1日 - 岡崎町へ編入し、同町大字日名となる[5]。
- 1916年（大正5年）7月1日 - 市制施行に伴い、岡崎市大字日名となる[5]。
- 1917年（大正6年）7月1日 - 日名町に改称[5]。
- 1976年（昭和51年）3月25日 - 全域が日名本町・日名中町・日名西町・日名南町・日名北町・葵町・八帖北町・末広町・井田西町となり廃止[5][6]。